# Майский (Шахты)
Ма́йский — бывший посёлок городского типа в Ростовской области России. В 2004 году включён в состав города Шахты.

## География

### Улицы
| - пер. Зелёный, - пер. Розовый (бывш. Малый), - пер. Мостовой, - ул. 40 лет Победы, - ул. Бурятская (новое название), - ул. Грамши (новое название), - ул. Депутатская (бывш. Безымянная, Образцова), - ул. Заломова, - ул. Карагандинская (новое название), - ул. Катаева (бывш. Кирова), \| valign="top" \| - ул. Келдыша, - ул. Дружелюбная (бывш. Красноармейская), - ул. Ландау (бывш. Пушкина), - бульвар Аллейный (бывш. ул. Ленина), - ул. Керченская (бывш. Мичурина), - ул. Образцова, - ул. Тополиная (бывш. Почтовая), - ул. Симферопольская (бывш. Первомайская), - ул. Майская (бывш. Советская, Брежнева, Советская), - ул. Социалистическая, \| valign="top" \| - ул. Степная, - ул. Тёркина (бывш. Садовая, Твардовского), - ул. Марьина (бывш. Тупиковая), - ул. Тютчева (новое название), - ул. Устинова (бывш. Горького), - ул. Шверника (новое название), - ул. Творческая (бывш. Островского, Шекспира), - ул. Шолохова (новое название), - ул. Михаила Чиха (часть бывш. ул. Ленина, бывш. Грамши). |

## История
Возникновение посёлка связано со строительством шахты «Майская» (первые названия «Аюти́нская-Южная» и «Южная-2») во второй половине 40-х годов 20 века. Центральная часть шахтёрского посёлка — жилые дома, улицы-каменки, школа, больница, детский сад, баня, столовая, клуб, водонапорная башня — построены немецкими военнопленными. Планировка и архитектура характерны для послевоенной застройки. В последующие годы активно возводились типовые многоэтажные жилые дома. В южной части находится поселковый пруд. В районе Майского пересекаются Европейский маршрут E115, М4 «Дон» из Москвы в Новороссийск и Европейский маршрут E50, М19 на Украину. По расположению посёлок относился к Октябрьскому району Ростовской области, затем перешёл в подчинение города Шахты, сохранив выборный поселковый Совет народных депутатов (поссовет). В 2004 году посёлок городского типа Майский был упразднён, а его территория включена в состав муниципального образования городской округ «Шахты», на правах микрорайона. При этом, органы местного самоуправления Администрация и поселковый совет были упразднены.

## Население
| 1959 | 1970  | 1979  | 1989    | 2002    |
| ---- | ----- | ----- | ------- | ------- |
| 4053 | ↗5743 | ↗8073 | ↗10 862 | ↗12 155 |

## Экономика
Добыча угля (шахта «Майская»).
Известность в СССР шахта «Майская» получила благодаря рекордам добычи угля бригадой Михаила Чиха, дважды Героя социалистического труда. После ликвидации ООО «Компания „Ростовуголь“» шахта прекратила существование. Подземные выработки затоплены, наземные постройки снесены. Ведётся переработка отвала горных пород (шахтного террикона).
После ряда преобразований на посёлке продолжает работать дорожное ремонтно-строительное предприятие, обслуживающее автодорогу М-4 «Дон».